# Chi Cá anh vũ
Chi Cá anh vũ (danh pháp khoa học: Semilabeo) là một chi cá dạng cá chép, sinh sống trong khu vực Hoa Nam và miền bắc Việt Nam. Hiện tại người ta công nhận chi này chứa 2 loài với tên gọi trong tiếng Việt là cá anh vũ.

## Các loài
- Semilabeo notabilis W. K. H. Peters, 1881 - cá anh vũ (thần lăng). Khu vực phân bố: lưu vực sông Kim Sa, sông Châu Giang, sông Hồng và sông Đà.
- Semilabeo obscurus Lin, 1981 - cá anh vũ nhỏ, cá anh vũ tối màu, cá thần, ám thần lăng. Khu vực phân bố: lưu vực sông Tây Giang (Ba Mã, Bách Sắc trong tỉnh Quảng Tây cũng như Phú Nguyên, Di Lương trong tỉnh Vân Nam), sông Gâm (tỉnh Tuyên Quang).